# Castoridae
Los castóridos (Castoridae) son una familia de roedores castorimorfos conocidos vulgarmente como castores. Incluye a un buen número de géneros, todos ellos extintos a excepción de uno, Castor, que engloba a las especies actuales.

## Evolución

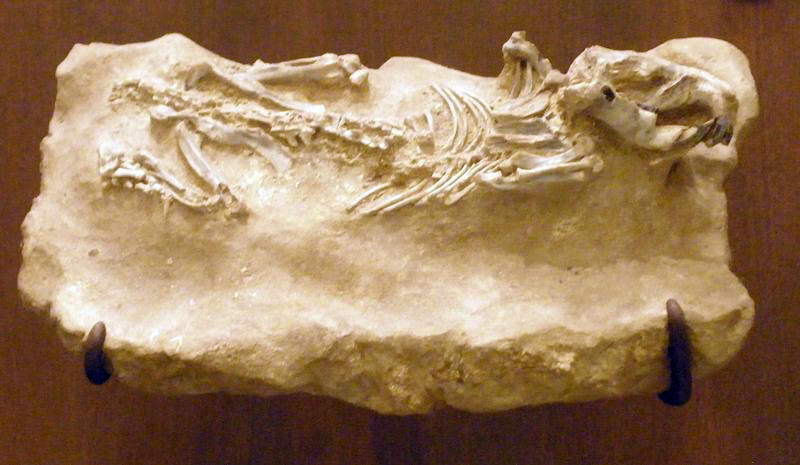
Fósil de Euhapsis barbouri

Los primeros castóridos conocidos pertenecen al género Agnotocastor, que vivió entre el Eoceno tardío al Oligoceno de Norteamérica y Asia (Rybczynski, 2007). Otros castóridos primitivos incluyen a géneros como Steneofiber, del Oligoceno y Mioceno de Europa, que es el miembro más antiguo conocido de la subfamilia Castorinae, la cual contiene a los castóridos más cercanamente relacionados con los castores modernos (Korth, 2002). Sus dientes no estaban bien adaptados para roer madera, lo que sugiere que este hábito evolucionó posteriormente, aunque estos parcen haberse adaptado ya a la vida semiacuática. Más tarde, estas especies iniciales evolucionaron en formas como Palaeocastor del Mioceno de Nebraska. Palaeocastor era del tamaño de una rata almizclera, y excavaba madrigueras en forma de tirabuzón de más de  2.5 metros de profundidad.

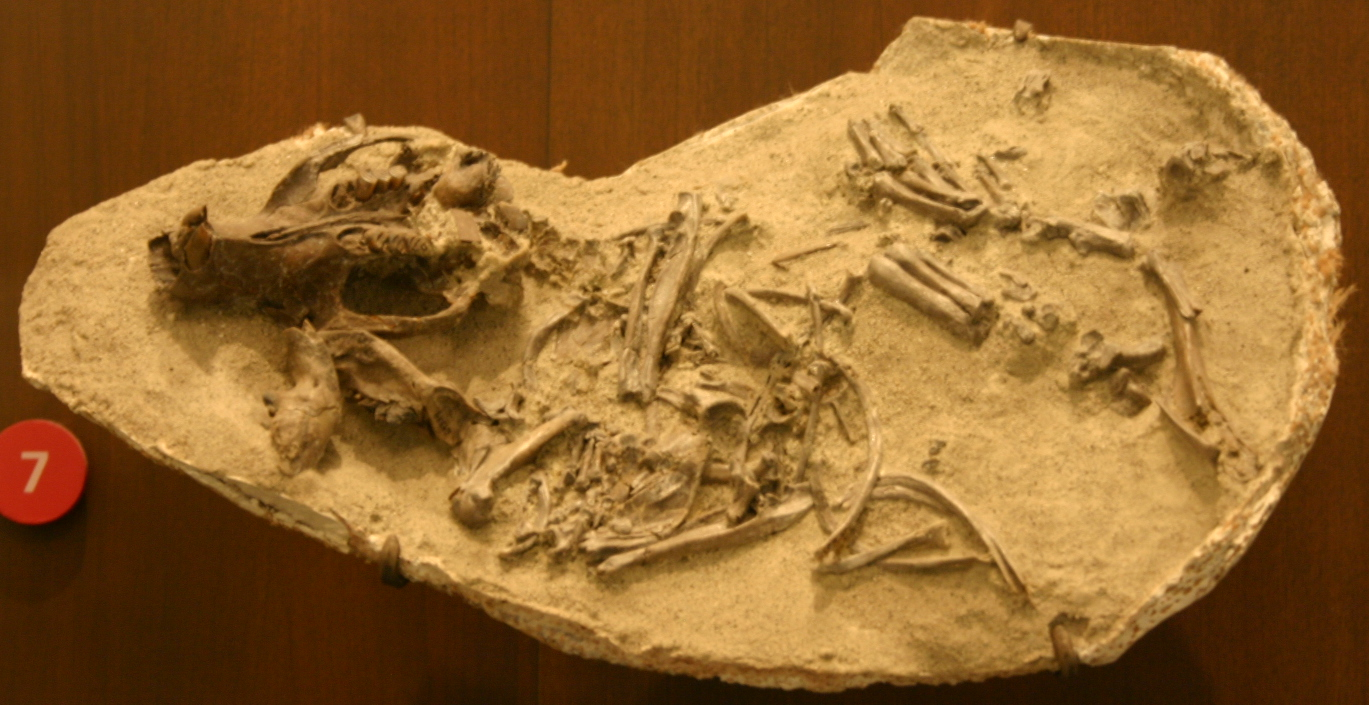
Eucastor tortus

Formas de gran tamaño evolucionaron durante el Pleistoceno, incluyendo a Trogontherium en Europa, y a Castoroides en Norteamérica. Este último llegó a tamaños comparables al de un oso negro americano, aunque tenía un cerebro solo marginalmente mayor que el de los castores modernos. Su forma sugiere que pudo haber sido un buen nadador, y probablemente residía en hábitats pantanosos (Savage y Long, 1986).

## Taxonomía
McKenna y Bell (1997) dividieron Castoridae en dos subfamilias, Castoroidinae y Castorinae. Estudios más recientes (Korth, 2002; Rybczynski, 2007) han reconocido dos subfamilias adicionales de castóridos basales, Agnotocastorinae y Palaeocastorinae, lo cual se emplea aquí. Dentro de la familia, Castorinae y Castoroidinae son taxones hermanos (Korth, 2002; Rybczynski, 2007); comparten un ancestro común más reciente entre sí que con los miembros de las otras subfamilias.   Ambos además incluyen especies semiacuáticas capaces de construir diques (Rybczynski, 2007). Los Palaeocastorinae incluyen a los castores que se piensa que eran fosoriales (excavadores) (Rybczynski, 2007), así como los notodipoidinos y Migmacastor (Korth, 2007b). La siguiente taxonomía está basada en Korth (2002, 2007a,b) y Rybczynski (2007), con preferencia dada a este último donde haya contradicción.
- Familia Castoridae
  - †Migmacastor
  - Subfamilia †Agnotocastorinae (parafilético)
    - Tribu †Agnotocastorini
      - †Agnotocastor
      - †Neatocastor

    - Tribu †Anchitheriomyini
      - †Anchitheriomys
      - †Propalaeocastor
      - †Oligotheriomys

  - Subfamilia †Palaeocastorinae
    - †Palaeocastor
    - †Capacikala
    - †Pseudopalaeocastor
    - Tribu †Euhapsini
      - †Euhapsis
      - †Fossorcastor

  - Subfamilia †Castoroidinae
    - †Priusaulax (clasificación en Castoroidinae cuestionable)
    - Tribu †Nothodipoidini
      - †Eucastor
      - †Microdipoides
      - †Nothodipoides

    - Tribu †Castoroidini (parafilético)
      - †Monosaulax
      - †Prodipoides
      - †Dipoides
      - †Castoroides
      - †Procastoroides

    - Tribu †Trogontheriini
      - †Trogontherium
      - †Boreofiber
      - †Euroxenomys
      - †Youngofiber
      - †Asiacastor

  - Subfamilia Castorinae
    - †Chalicomys (también llamado incorrectamente "Palaeomys")
    - †Steneofiber
    - †Zamolxifiber
    - †Romanofiber
    - †Schreuderia
    - †Sinocastor
    - †Hystricops
    - Castor - Castores modernos
      - Castor americano, Castor canadensis
      - Castor europeo, Castor fiber

'